# Scherzo della natura
Scherzo della natura è un modo di dire colloquiale della lingua italiana. Si usa per indicare una persona, animale o pianta che presenta qualche tipo di grave difformità, di aspetto strano e curioso o fuori dell'ordinario, talvolta anche ripugnante. Viene utilizzato quasi sempre con senso spregiativo e moraleggiante verso chi o qualcosa ha qualche caratteristica al di fuori della normalità.

## Origine
L'espressione, dal latino lusus naturae, venne utilizzata per la prima volta nel XVI e XVII secolo dai naturalisti per tentare di spiegare quei fenomeni apparentemente contrari all'ordine naturale delle cose, come ad esempio le bizzarrie che si manifestano nella piante e negli animali.